# Il segno del Coyote
Il segno del Coyote è un film del 1963 diretto da Mario Caiano.
Secondo alcuni è considerato il primo western all'italiana.

## Trama

Mario Feliciani e Fernando Casanova in una scena del film

California, 1860: la valle di Monterey è sottoposta alle angherie del tirannico governatore corrotto della California; Parker. 
Parker pubblica un editto che costringe tutti gli allevatori a presentare i loro titoli di proprietà sulla terra, confiscando le fattorie a chi non potrà dimostrarlo. 
Il misterioso cavaliere chiamato Coyote si opporrà proteggendo il popolo.

## Critica
(R. Tabès in Saison '64, 1964)